# Trittico di sant'Onorio
Il trittico di sant'Onorio è un'opera d'arte in marmo di Botticino risalente alla seconda metà del Quattrocento.
Si tratta di una pregevole opera di arte rinascimentale, ancora caratterizzata da statiche linee gotiche.
Concepita inizialmente come pala per l'altare di Sant'Onorio nella chiesa dei Santi Faustino e Giovita a Brescia, venne prima traslata e poi definitivamente smontata a metà Seicento, durante i lavori di rinnovo radicale degli interni della chiesa. Da quel momento il trittico non trovò più collocazione fissa, ma fortunatamente non fu mai né venduto né smembrato o distrutto, per passare infine alla fine dell'Ottocento al Museo di Santa Giulia, dove è tuttora esposto.

## Storia
Sant'Onorio, vescovo di Brescia nella seconda metà del VI secolo, era sepolto nell'aula inferiore della chiesa dei Santi Faustino e Giovita, in un'urna all'interno di un altare a lui intitolato. Quest'ultimo era posto a destra dell'arca sepolcrale dei Santi Faustino e Giovita, come si apprende dalla relazione di San Carlo Borromeo che visitò la chiesa nel 1580. Nel 1455, l'abate commendatario Bernardo Marcello, che resse la gestione del monastero fino al 1475, diede inizio a lavori di sistemazione dell'aula inferiore, che portarono, fra l'altro, alla "riscoperta" dell'arca dei santi patroni. Visto che il trittico reca lo stemma di famiglia dell'abate, è verosimile che, nell'ambito dei lavori di riordino e ornamentazione dell'aula, egli abbia provveduto anche all'altare del santo, adornandolo con quest'opera, la cui epoca di realizzazione è pertanto collocabile successivamente all'inizio dei lavori, cioè dopo il 1455. Resta ignoto, comunque, il nome dell'autore.
Nei primi anni del Seicento, la chiesa inferiore viene distrutta per abbassare il livello del presbiterio, a quel tempo molto elevato: nel 1604, pertanto, i resti di Sant'Onorio vennero traslati in un nuovo altare all'interno della chiesa, posto sul lato sud, quindi nella navata destra, come si rileva dalla relazione redatta nel 1622, quando l'urna fu estratta dall'altare per effettuare una ricognizione delle reliquie. Successivamente,  in occasione dei rifacimenti della chiesa, l'intero apparato venne smontato: ciò dovette avvenire in definitiva solo nel 1646 quando, durante un'ulteriore ricognizione, il notaio Orazio Piazza scrisse una relazione che comprendeva una descrizione dell'altare, nella quale veniva citato anche il trittico. Questo dato è molto importante perché prova con certezza che, quando nel 1604 fu eseguita la traslazione delle reliquie di Sant'Onorio dalla distrutta aula inferiore alla chiesa, l'opera fu rimontata nel nuovo altare. A questo punto, ormai non più utilizzata, l'opera non trovò più collocazione fissa e finì per essere murata sopra l'ingresso all'ufficio della Fabbriceria della Canonica. Il 2 giugno 1882, infine, l'opera venne acquistata dal Museo dell'Era Cristiana - oggi Museo di Santa Giulia - dove è attualmente esposta nella sezione "L'età veneta".

## Descrizione
L'opera è un trittico, cioè una composizione formata da tre pannelli principali; tale tecnica, propria dell'arte pittorica, qui è traslata in campo scultoreo.
La scultura si compone di tre nicchie appena accennate, ognuna sormontata da un arco a tutto sesto dal profilo decorato a motivi vegetali, mentre l'interno è ornato da una valva di conchiglia. Le nicchie sono inquadrate da lesene di ordine corinzio scanalate e rudentate, mentre altre due lesene, più sporgenti e con il fusto decorato a candelabre dividono ulteriormente la nicchia centrale dalle laterali. I due pilastrini estremi recano inoltre la già citata insegna araldica dell'abate Bernardo Marcello. All'interno delle tre nicchie campeggiano, lavorate a leggero bassorilievo, le figure di Sant'Onorio al centro, intronizzato, con paramenti e insegne vescovili, e rispettivamente a sinistra e a destra San Faustino e San Giovita, entrambi in abito monacale. Nelle "trabeazioni" delle lesene, che corrono dietro le tre figure, sono riportati i nomi dei santi.

## Stile
L'opera è molto moderna per la sua epoca di realizzazione, visto che nella seconda metà del Quattrocento nell'arte bresciana erano ancora molto radicati gli stilemi gotici, ma è ancora visibilmente caratterizzata da linee tipicamente gotiche. Citando Gaetano Panazza: «statiche, isolate sono le tre figure nel loro ieratico atteggiamento. Squisitamente pittorico è il modellato, eleganti sono il motivo architettonico e i particolari ornamentali». Citando invece Adriano Peroni: «i tre santi sono condotti con mano sicura nei lineamenti un po' rigidi, nei panneggi che cadono a piombo, esaurendosi in un breve supporto che si apre a ventaglio. [...] Ad onta del tenore classicheggiante dell'incorniciatura, le figure rimangono impermeabili, nelle loro larghe superfici morbidamente chiaroscurate». Questa modalità di esecuzione delle figure rimarrà radicata ancora a lungo nella scultura bresciana: l'arca di san Paterio, eseguita nel 1478 circa, la presenta ancora chiaramente.
Va notato infine che i due santi Faustino e Giovita sono rappresentati seguendo ancora l'antica iconografia, vestiti cioè in abiti monacali; infatti dopo il 1438 e il miracolo della loro apparizione sugli spalti a est di Brescia, che pose fine all'assedio della città da parte dei milanesi guidati da Niccolò Piccinino, prenderà sempre più piede la loro raffigurazione in veste di militanti romani, usanza che evidentemente non era ancora diffusa all'epoca della sua realizzazione.
La scultura è interamente in marmo di Botticino ed è composta da nove lastre affiancate o sovrapposte. Il trittico manca della parte superiore, come evidenziato dai frammenti sporgenti dal pannello centrale, nonché della predella che, come si evince dal già citato atto notarile di Orazio Piazza del 1646, era costituita da un listone recante un'iscrizione dedicatoria.
Si è inoltre ipotizzato che esistesse un ultimo inquadramento laterale, con tutta probabilità consistente in altre due lesene ornate da candelabre simili alle due centrali. L'intera opera, infine, era in origine interamente dipinta, fatto provato definitivamente da indagini condotte alla fine del Novecento, ma già ipotizzato in studi precedenti poiché, per come è impostato e lavorato, il trittico ben si presta a essere ricoperto da un rivestimento cromatico.